# Parafia św. Stanisława w Wielączy
Parafia św. Stanisława w Wielączy – parafia rzymskokatolicka znajdująca się w dekanacie Sitaniec, w diecezji zamojsko-lubaczowskiej. 
Do parafii należą wierni z następujących miejscowości: Kąty Pierwsze, Kąty Drugie, Niedzieliska-Kolonia, Niedzieliska, Siedliska Kolonia, Wielącza, Wielącza-Kolonia, Zarudzie, Zawada.
Liczba mieszkańców: 4400.

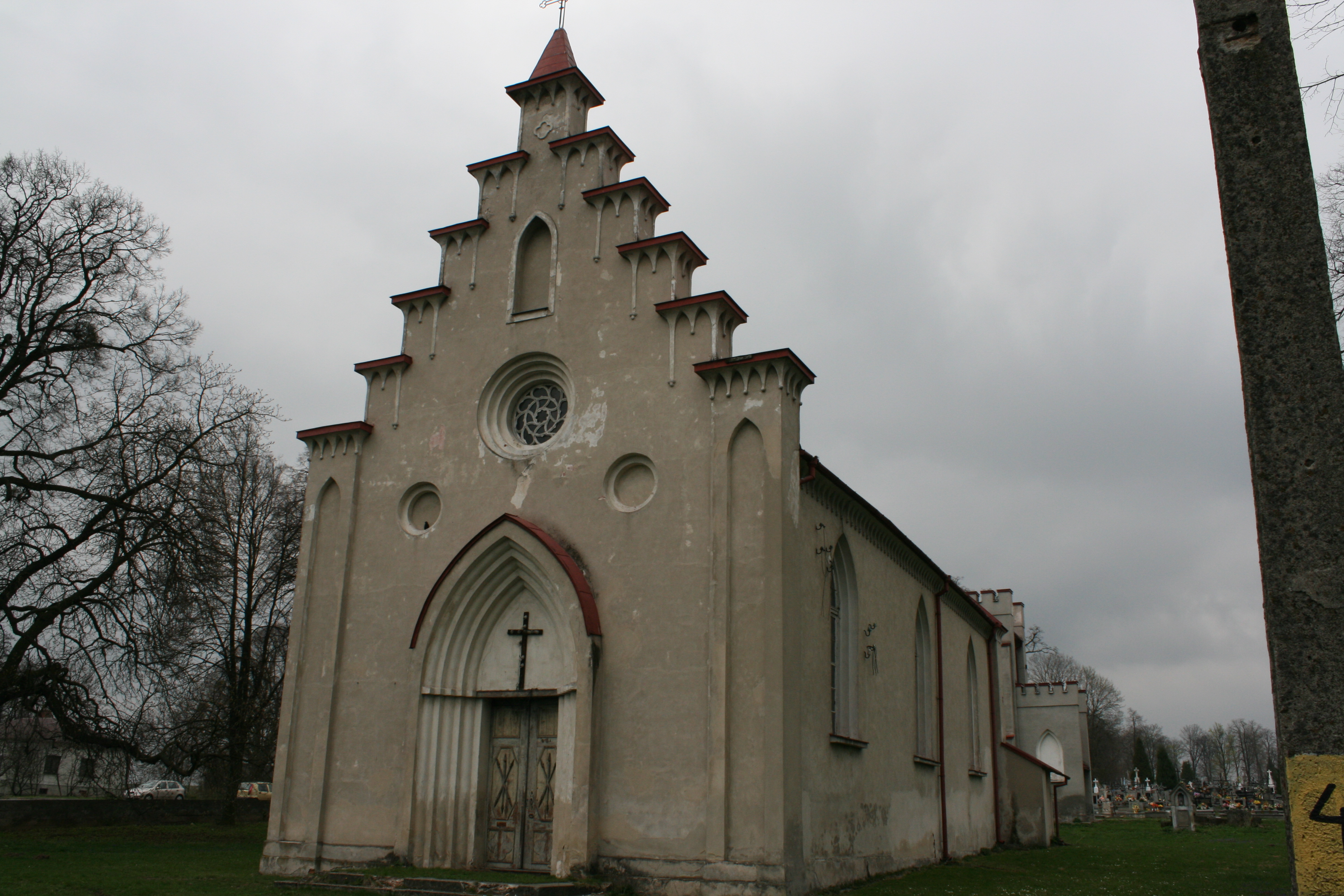
dawny kościół parafialny